# Lateefah Simon
Pour les articles homonymes, voir Simon.
Lateefah Simon, née le 29 janvier 1977, est une femme politique américaine qui est la représentante des États-Unis pour douzième district de Californie. Elle est membre du Parti démocrate.
Elle siège au conseil d'administration du Bay Area Rapid Transit et au conseil d'administration du système de l'université d'État de Californie. Elle est actuellement présidente de MeadowFund, un fonds conseillé par les donateurs créé par Patricia Quillin, l'épouse du cofondateur de Netflix, Reed Hastings. Simon était auparavant président de la Fondation Akonadi, une organisation axée sur la justice raciale à Oakland, en Californie. En 2003, elle reçoit une bourse MacArthur pour son leadership au sein du Centre pour le développement des jeunes femmes (aujourd'hui le Centre pour la liberté des jeunes femmes) dès l'âge de 19 ans,.

## Jeunesse
Simon obtient un baccalauréat en politique publique au Mills College, où elle prononce le discours de remise des diplômes en 2017, une maîtrise en administration publique de l'université de San Francisco et est boursière en résidence d'entrepreneurs sociaux en 2014 à l'université Stanford.

## Carrière
Pendant le mandat de Kamala Harris en tant que procureure du district de San Francisco, Simon dirige la création du programme Back on Track de la ville pour les jeunes adultes accusés de vente de drogue de faible ampleur. Simon travaille également en tant que directrice exécutive du Comité des avocats pour les droits civiques de la région de la baie de San Francisco.
En 2016, Simon est nommée au conseil d'administration de l'unité d'État de Californie par le gouverneur Jerry Brown.
Elle est élue pour représenter le septième district au conseil d'administration du Bay Area Rapid Transit District en 2016. Ses motivations pour se présenter sont notamment sa dépendance au BART, en tant que personne légalement aveugle et incapable de conduire. En 2020, elle est élue présidente du conseil d’administration.

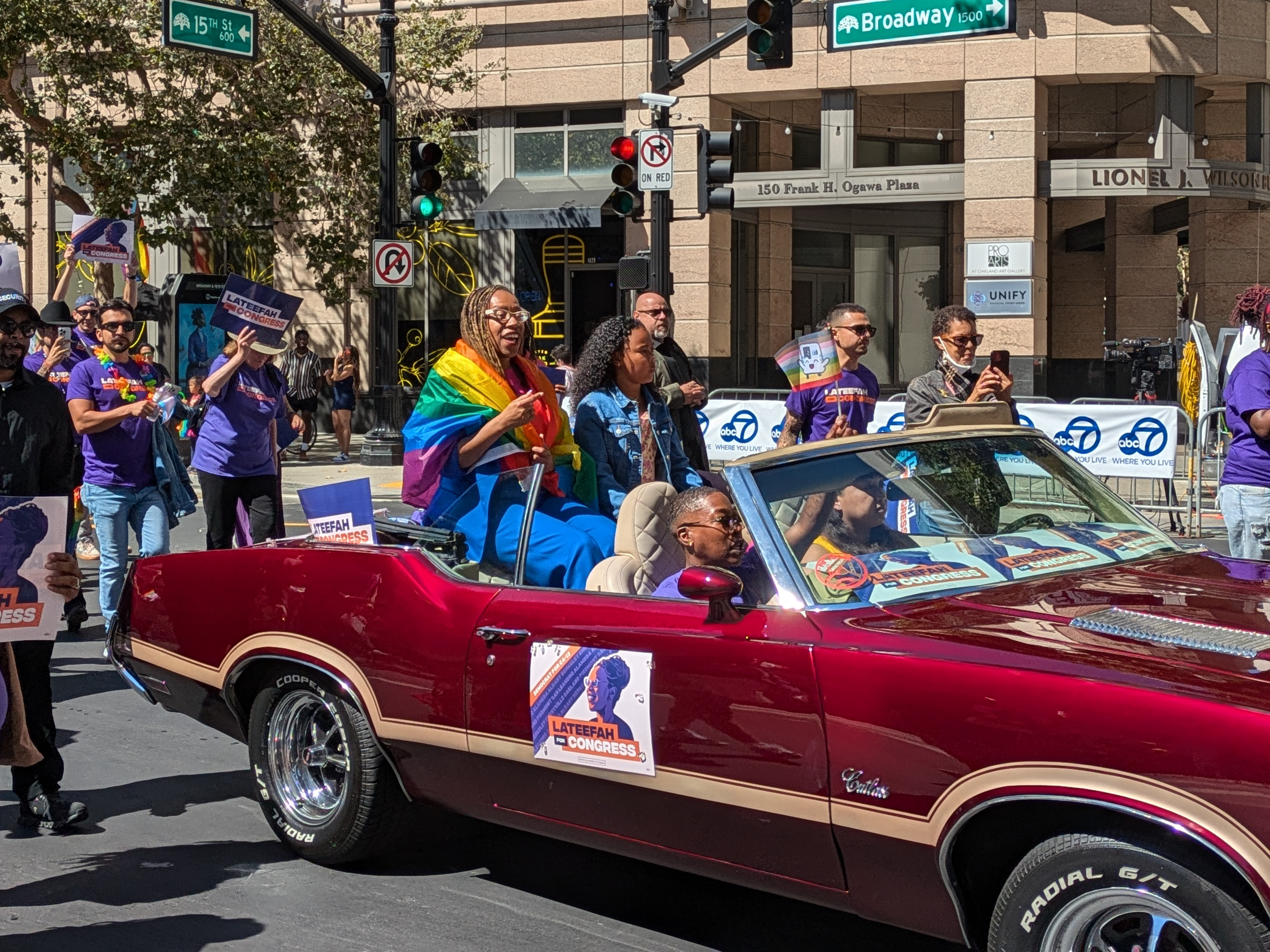
Lateefah Simon à la marche des fiertés d'Oakland pendant sa campagne pour le Congrès.

En février 2023, Simon annonce qu'elle se présente pour le douzième district de Californie. L'actuelle représentante du district, Barbara Lee, qui n'a pas cherché à être réélue à ce siège et s'est plutôt présentée comme candidate aux élections sénatoriales américaines de 2024 en Californie. Le 2 novembre 2023, le gouverneur de Californie Gavin Newsom soutient la candidature de Simon.
Le 5 novembre 2024, elle remporte l'élection avec 63 % des voix face à la démocrate Jennifer Tran.

## Vie personnelle
Simon est mère de deux enfants. Le mari de Simon, Kevin Weston, est un journaliste et activiste reconnu décédé d'une leucémie en 2014. Elle s'identifie comme musulmane.

## Récompenses
- 2003 : Bourse MacArthur[7]
- 2007 : Prix Jefferson[18]